# Embia biroi
Embia biroi är en insektsart som beskrevs av Krauss 1911. Embia biroi ingår i släktet Embia och familjen Embiidae. Inga underarter finns listade i Catalogue of Life.